# Alempi Nilijärvi
Alempi Nilijärvi eller Alimmainen Nilijärvi samiska: Vyelebuš Njolâšjävri och Ylimmäinen Nilijärvi, eller Njollosjärvet är sjöar i Finland. De ligger i kommunen Enare i landskapet Lappland, i den norra delen av landet, 1 000 km norr om huvudstaden Helsingfors. Alempi Nilijärvi ligger 197,3 meter över havet. Arean är 33,9 hektar och strandlinjen är 2,42 kilometer lång. Sjön  ingår i Pasvik älvs huvudavrinningsområde.   Alempi Nilijärvi ligger i Tsarmitunturi ödemarksområde.

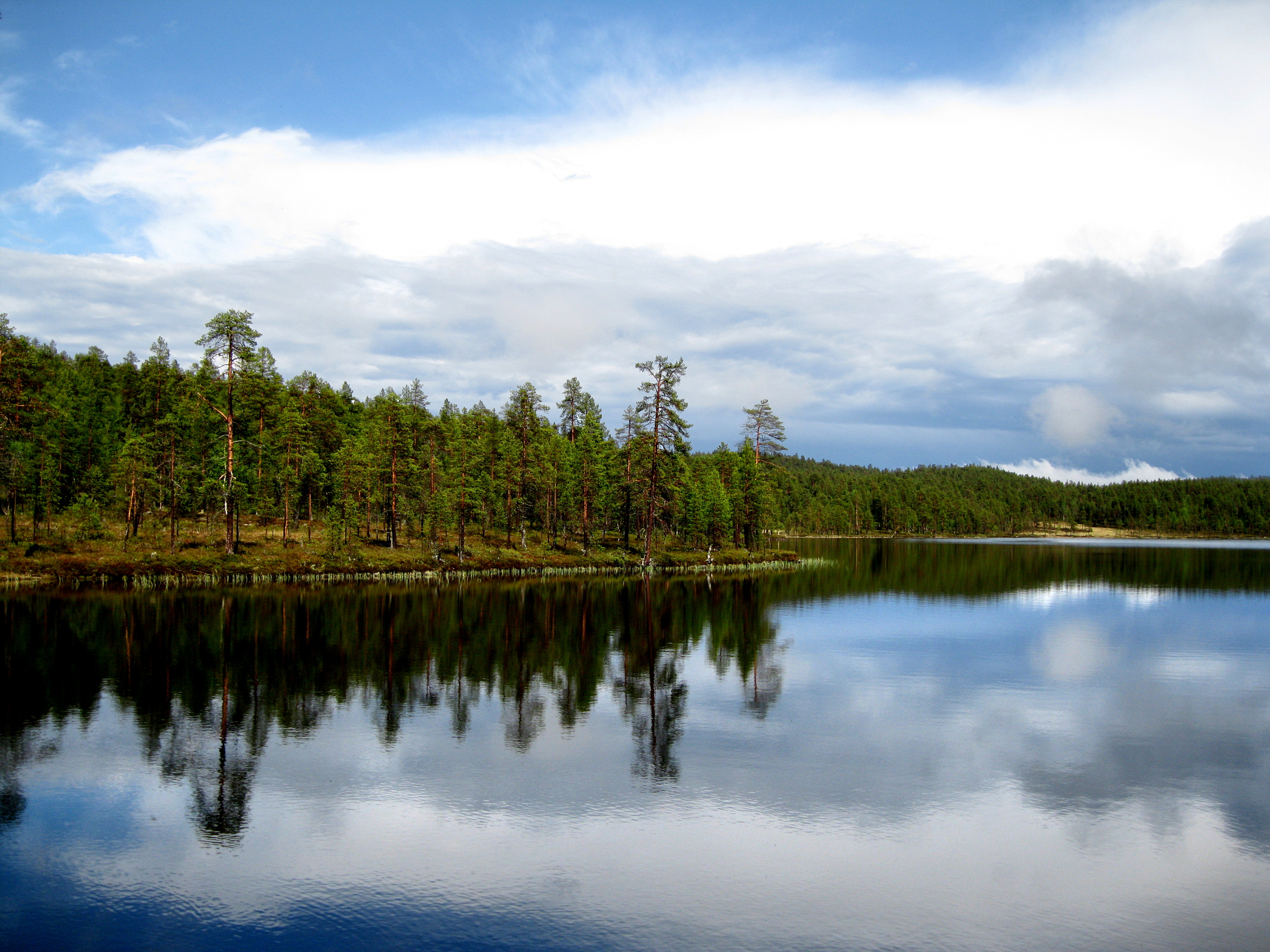
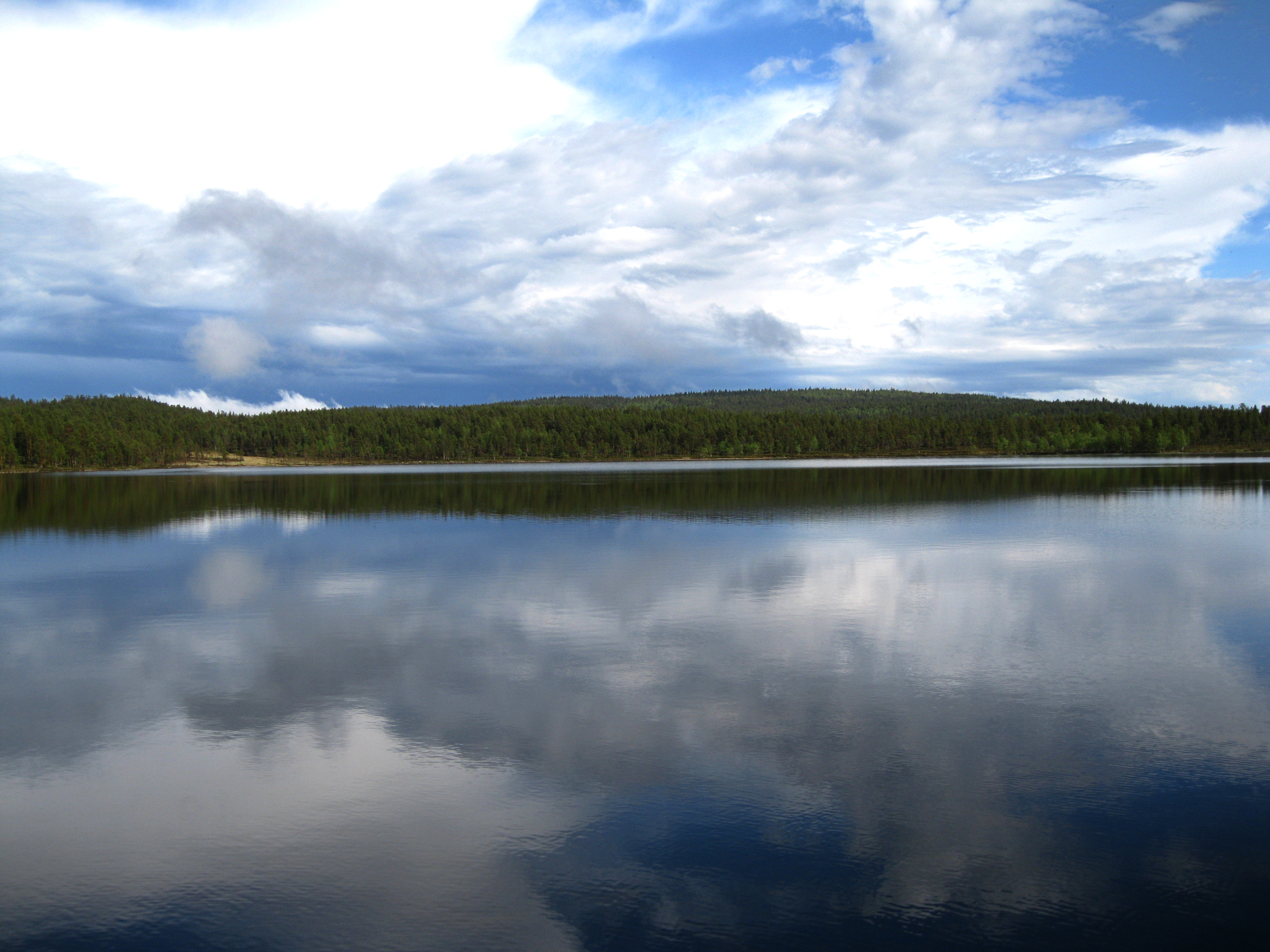
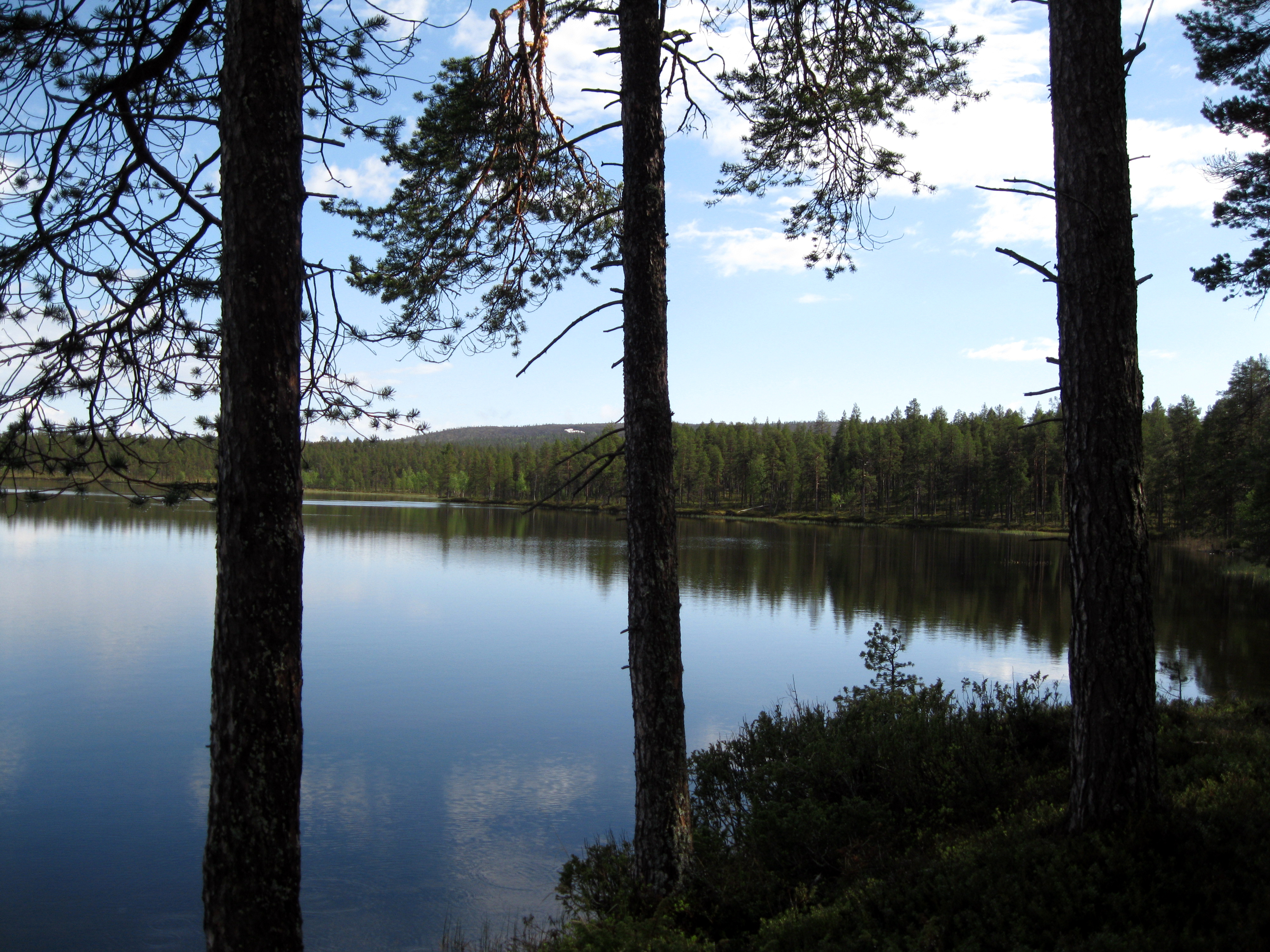